# 서울 미국문화원 점거 농성 사건
서울 미국문화원 점거 농성 사건은 1985년 5월 23일부터 사흘 동안 서울 지역 서울대, 연세대, 고려대, 서강대, 성균관대의 학생 73명이 1980년 5월 광주항쟁 당시 미국이 한국 공수부대 등의 투입에 동의했는가, 미국이 전두환 군사독재정권을 지지하는 이유는 무엇인가 등을 묻기 위해 서울 을지로에 있던 미국문화원(지금의 그레뱅 뮤지엄 서울)을 점거하고 농성을 벌인 사건을 말한다. 

## 기초사실
함운경, 김민석은 1985년 5월 초경 광주 민주화 운동 발생 5주년을 계기로 광주 사건의 진상을 규명하여 널리 알리고 집권 정부(전두환 정부)의 정통성과 정당성을 부정하고 정부에 대한 미국의 지원 중단을 요구하여 이를 타도하고, 광주 사건의 책임자를 처단하여야 한다는 주제하의 투쟁, 이른바 「5월 투쟁」을 폭넓게 전개하기로 하였다. 같은해 5월 7일 이를 전위적으로 담당할 투쟁 기구로서 서울대학교 총학생회 산하에 서울대 「민민투」를 결성하여 함운경이 그 위원장이 되어 5월 투쟁은 전학련 지역 평의회를 대표하는 메이저 캠의 연합 주도하에 이뤄져야 한다고 생각하고, 김민석의 주선으로 고려대학교 「반민투」 위원장인 이정훈, 연세대학교 「광투위」 위원장인 박선원, 성균관대학교 「삼민투」 위원장인 고진화 등과 수차례 만나 위 각 투쟁위원회가 연계하여 「5월 투쟁」을 전개하기로 합의하였다. 그 투쟁방법으로서 5월 14일 파고다 공원(지금의 탑골공원) 앞, 5월 17일 서울운동장(지금의 동대문운동장) 앞에서의 각 연합 시위에 관한 협의를 하던 중, 함운경은 미국이 광주 사건의 무력 진압을 지원한데 대하여 항의하는 의사를 가장 효과적으로 표출하는 방법은 미국을 상징하는 기관임과 동시에 출입이 쉬운 서울 미국문화원을 일시에 점거, 농성하는 것이라는 생각하에 이를 점거함으로써 국내외의 관심을 모은 다음 집권 정부의 대외적 면모를 손상시킴으로써 정부에 근본적인 타격을 주고, 종국적으로는 집권 정부의 타도와 미국 등 외세를 몰아내야 한다는 구상을 하게 되어, 그 장소를 미국문화원으로 확정했다.

## 사건 요지
1985년 5월 23일 민족통일민주쟁취민중해방투쟁위원회(삼민투위)의 주도로 서울대, 고려대 등 5개 대학 남녀 학생 73명이 현재의 서울특별시청 을지로청사 자리에 있던 서울 미국문화원을 기습 점거했다. 미문화원 도서관에서 '광주학살 책임지고 미국은 공개 사죄하라'는 등의 구호를 적은 종이를 창문에 붙이고 주한 미국대사와 면담을 요구하며 2층에서 단식 농성을 벌였다. 72시간만인 5월 26일 자진 해산하고 연행됐다. 경찰은 서울대 삼민투위원장 함운경, 신정훈 등 25명을 구속했다. 김민석 서울대학교 총학생회장도 같이 재판을 받았았으며, 고진화 전 의원은 외부 연계세력이라는 이유로 수배 후 구속됐다.

## 5.18 광주 민주화운동 미국 책임론에 대한 미국의 반론
미국 정부는 1989년 6월 19일 국회 광주특위의 질의서에 대해 25쪽 분량의 성명서를 보냈다. 미국은 이 성명에서 "계엄사가 광주에 동원한 특전사 부대나 20사단(지금의 제20기계화보병사단) 부대는 광주에 투입될 당시나 광주에서 작전을 수행하던 중에는 한미연합사 작전통제권 하에 있지 않았다"면서 "그 기간 동안 광주에 투입되었던 한국군의 어느 부대도 미국의 통제 하에 있지 않았다. 미국은 특전사 부대가 광주에 배치된 것을 사전에 몰랐으며, 그들이 광주에서 취한 행동에 대한 책임도 없었다"고 밝혔다. 또 "한미연합군 사령부 설치를 위한 1978년 협정은 미국과 대한민국이 상대방의 동의 없이 언제든지 자국의 부대에 대한 작전통제권을 행사할 수 있는 주권을 보장했다"고 주장했다. 결론적으로 "미국의 강력한 종용에도 불구하고 미국은 한국에서 일어나는 사태에 대해 극히 미비한 영향밖에 미칠 수 없었다"고 덧붙였다.

## 같이 보기
- 부산 미국문화원 방화 사건